# Lentulo Batiato
Gneo Cornelio Lentulo Batiato (meglio noto solo come Lentulo Batiato, in latino Lentulus Batiatus; ... – 73 a.C.) è stato un imprenditore romano, lanista a Capua.

## Identità ed origine
Lo studioso britannico di letteratura latina Shackleton Bailey notò che il nome di Batiato era stato menzionato dagli storici antichi; il nome potrebbe essere una forma derivante del cognomen Vatia. Cornelio Lentulo Vatia si sarebbe chiamato "Servilio Vatia" alla nascita nella gens Cornelia, oppure "Cornelio Lentulo" alla nascita nella gens Vatia.

## Biografia
Batiato fu uno dei più famosi lanisti del suo tempo, e uno dei pochi di cui si sia mantenuta la memoria fino ai tempi moderni. Viveva a Capua, dove si trovava il suo ludus gladiatorius, e immerso nel lusso riceveva i più facoltosi cittadini romani, per lo più patrizi, senatori ed equites, per i quali organizzava duelli tra gladiatori, generalmente considerati tra i più spettacolari e apprezzati, oltre che i meglio pagati di tutta quanta l'Italia.
Una serie di evidenze testuali hanno portato a riconoscere in lui il gestore della scuola gladiatoria che, nel 73 a.C., fu la culla della rivolta del gladiatore Spartaco e dei suoi compagni, destinata a divenire la scintilla della terza guerra servile, la più grave della storia repubblicana in quanto ebbe luogo in territorio italico, minacciando di coinvolgere direttamente la stessa Roma.

## In altri media
Nel film Spartacus (1960), diretto da Stanley Kubrick e tratto dall'omonimo romanzo di Howard Fast, il ruolo di Batiato è stato interpretato da Peter Ustinov, che per questa interpretazione ottenne, l'anno successivo, il premio Oscar per il migliore attore non protagonista.
Nel film omonimo realizzato nel 2004, il ruolo di Batiato è stato interpretato da Ian McNeice. 
Nella serie televisiva Spartacus (2010), e nel suo prequel, Spartacus - Gli dei dell'arena (2011), Batiato è stato interpretato da John Hannah.